# Sjätte söndagen efter trettondedagen
Sjätte söndagen efter trettondedagen är tillsammans med Femte söndagen efter trettondedagen kyrkoårets ovanligaste söndag, och infaller endast om påsken är mycket sen och om Trettondedag jul samtidigt infaller nära påföljande söndag. Söndagens tema är "Gud verkar nu". På altaret ställer Svenska kyrkan vita eller vita och röda blommor  och tänder två ljus. Det finns endast en årgång texter, eftersom söndagen är så sällsynt. 
Söndagen har hittills under 2000-talet firats endast år 2000 och år 2011, och nästa gång infaller inte förrän 2038 och därefter 2052. Mellan år 2000 och 2100 firas den 8 gånger medan Femte söndagen efter trettondedagen firas sammanlagt 9 gånger under samma tid.

## Svenska kyrkan
Söndagens tema enligt 2003 års evangeliebok är Gud verkar nu. De bibeltexter som används för att belysa dagens tema är:
| Varje årgång                                                      | Psaltarpsalm     |
| Jesaja 43:15–21 Filipperbrevet 2:12–13 Johannesevangeliet 5:16–23 | Psaltaren 63:2–5 |

### Fotnoter
1. ↑  ”Sjätte söndagen efter trettondedagen”. Svenska kyrkan. Arkiverad från originalet den 5 mars 2016. https://web.archive.org/web/20160305080522/https://www.svenskakyrkan.se/default.aspx?id=643711&helgdag=95. Läst 11 januari 2016.
2. ↑   Den svenska psalmboken med tillägg. Stockholm: Verbum. 2005. sid. 1331–1332. Libris ht7wjxh8f3k4gcqk. ISBN 978-91-526-5515-3